# Scala & Kolacny Brothers
Scala & Kolacny Brothers is een Belgisch meisjeskoor opgericht in Aarschot in 1996. Het koor staat onder leiding van de gebroeders Steven en Stijn Kolacny. Zij waren voor hun succes met Scala bekend als pianoduo Kolacny.
Het koor begon als een kinderkoor dat klassieke koormuziek zong. In 1999 wonnen ze de befaamde Belgische koorwedstrijd Koor van het Jaar. In 2000 brachten ze hun debuutalbum Christmas time is here uit. Ze braken door bij het grote publiek toen ze zich waagden aan covers van pop- en rocknummers. In 2002 stond het koor in 'De Afrekening' van Studio Brussel met een cover van het nummer She Hates Me van Puddle of Mudd. Dat zelfde jaar zongen ze ook op de TMF Awards en brachten ze hun tweede album On The Rocks uit. 
De meeste van hun nummers zijn covers van bekende groepen zoals Radiohead, U2, Nirvana, Milk Inc., Depeche Mode en Rammstein.

## Discografie

### Albums
| Album met hitnotering(en) in de Vlaamse Ultratop 200 albums | Datum van verschijnen | Datum van binnenkomst | Hoogste positie | Aantal weken | Opmerkingen            |
| ----------------------------------------------------------- | --------------------- | --------------------- | --------------- | ------------ | ---------------------- |
| Christmas time is here                                      | 2000                  | -                     |                 |              | als Jeugdkoor Scala    |
| On the rocks                                                | 02-12-2002            | 14-12-2002            | 5               | 17           | als Scala on the rocks |
| Dream on                                                    | 03-10-2003            | 18-10-2003            | 19              | 20           | als Scala on the rocks |
| Respire                                                     | 04-10-2004            | 06-11-2004            | 50              | 9            |                        |
| Grenzenlos                                                  | 10-10-2005            | -                     |                 |              |                        |
| It all leads to this                                        | 01-09-2006            | 09-09-2006            | 14              | 14           |                        |
| One-winged angel                                            | 23-03-2007            | 14-04-2007            | 49              | 5            |                        |
| Paper plane                                                 | 19-09-2008            | 04-10-2008            | 28              | 4            |                        |
| Dans les yeux d'aurore                                      | 14-11-2008            | -                     |                 |              |                        |
| Circle                                                      | 31-05-2010            | 05-06-2010            | 39              | 19           |                        |
| Very best of                                                | 25-02-2011            | 05-03-2011            | 19              | 77           | Verzamelalbum          |
| Scala & Kolacny Brothers                                    | 03-06-2011            | -                     |                 |              |                        |
| December                                                    | 09-11-2012            | 08-12-2012            | 12              | 13           |                        |
| Et si on était des anges                                    | 27-02-2015            | 14-03-2015            | 106             | 8            |                        |
| Solstice                                                    | 17-06-2016            | 25-06-2016            | 16              | 17           |                        |

### Singles
| Single met eventuele hitnotering(en) in de Nederlandse Top 40 | Datum van verschijnen | Datum van binnenkomst | Hoogste positie | Aantal weken | Opmerkingen                                     |
| ------------------------------------------------------------- | --------------------- | --------------------- | --------------- | ------------ | ----------------------------------------------- |
| I fail                                                        | 2008                  | -                     |                 |              | als Scala / met Regi / Nr. 37 in de Mega Top 50 |

| Single met hitnotering(en) in de Vlaamse Ultratop 50 | Datum van verschijnen | Datum van binnenkomst | Hoogste positie | Aantal weken | Opmerkingen            |
| ---------------------------------------------------- | --------------------- | --------------------- | --------------- | ------------ | ---------------------- |
| Road to freedom                                      | 2002                  | 21-12-2002            | tip6            | -            | als Scala / met Sergio |
| Engel                                                | 2004                  | -                     |                 |              |                        |
| Schrei nach liebe                                    | 27-09-2004            | -                     |                 |              |                        |
| With or without you / Clandestino                    | 2005                  | -                     |                 |              |                        |
| Last Christmas                                       | 2005                  | -                     |                 |              |                        |
| Friday I'm in love / Somebody                        | 2007                  | -                     |                 |              |                        |
| I fail                                               | 01-06-2007            | 09-06-2007            | 5               | 24           | als Scala / met Regi   |
| Raintears                                            | 29-08-2008            | -                     |                 |              |                        |
| Elegantly wasted                                     | 13-11-2015            | 21-11-2015            | 14              | 5            | als Scala / met Regi   |

## Trivia
- In 2003 nam Steven Kolacny deel aan het eerste seizoen van De Slimste Mens ter Wereld. In zijn eerste aflevering verloor hij de finale en moest hij bijgevolg de quiz verlaten.
- Het nummer "Our last fight" werd gebruikt in de televisieserie Sons of Anarchy (seizoen 3, aflevering 9).
- Hun cover van het nummer "Creep" van Radiohead werd gebruikt in de trailer van The Social Network, in aflevering 12 seizoen 23 van The Simpsons, in de laatste aflevering van het laatste seizoen van The Royals, in aflevering 1, seizoen 1 van Home before dark en in de film The Gambler met Mark Wahlberg.
- "Gorecki" van Lamb werd gebruikt tijdens de intro van de reeks Gotham (seizoen 2, episode 16).
- Het nummer "I Touch Myself" werd gebruikt in de Netflix-serie Sex Education (seizoen 2, aflevering 1).
- Het nummer "The One I Love" werd gebruikt in The Good Doctor (seizoen 3, aflevering 15).
- Het nummer "Champagne supernova" werd gebruikt in de seriefinale van Lucifer (seizoen 6, aflevering 10).
- Hun cover van het nummer "Nothing Else Matters" van Metallica werd gebruikt in de "trailer" van de film Zero Dark Thirty (2012).
- Het nummer "Nothing Else Matters" werd gebruikt in de reclamespot van Renault (november 2022).[1]